# APNG

Animació en format APNG d'una pilota botant

APNG (Animated Portable Network Graphics) és una extensió al format d'arxius PNG, que afegeix a aquest la capacitat de representar imatges animades que funcionen d'un mode similar a les admeses pel format GIF. Va ser proposat per Stuart Parmenter i Vladimir Vukicevic.
El primer quadre en un arxiu APNG és un PNG normal, pel que la majoria dels decodificadors PNG actuals podran mostrar aquell primer quadre. Els quadres restants, junt amb la informació sobre la velocitat amb què mostrar-los, s'emmagatzemaran en "chunks" addicionals (com es preveu que s'hagi d'incloure informació extra a l'especificació de PNG).
Un altre format d'imatges animades relacionat amb PNG és MNG. L'avantatge d'APNG sobre aquest és ser menys ambiciós i permetre que sigui implementat amb menys codi.